# Карьяпово
Карья́пово (баш. Ҡолма́н) — деревня, расположенная в месте слияния реки Сарталка с Током в Красногвардейском районе Оренбургской области; входит в состав Пролетарского сельсовета.

## История возникновения
Предположительно, деревня Карьяпово была основана в 1630—1640 годах, или ещё раньше (об этом свидетельствуют рассказы старейших жителей деревни, читавших в детстве на могильных камнях годы рождения и смерти).
Место, на котором стоит населённый пункт, первым облюбовал человек по имени Агиш, у которого было 2 сына: старший — Кулман, младший — Корьяв, которым в 1764 году по дарственной на владения землями была передана деревня. Вслед за первыми поселенцами тянулись и другие; селение росло, а названия у него так и не было. Из-за некоторых разногласий, деревня получила двойное название «Ҡулман» (среди башкир) и «Карьяпово» (среди русских). Все жители населённого пункта получили фамилию Агишев, в честь основателя.

## Население
| 2005 | 2006 | 2007 | 2008 | 2009 | 2010 | 2011 |
| ---- | ---- | ---- | ---- | ---- | ---- | ---- |
| 198  | ↘195 | ↗203 | ↘199 | ↗210 | ↘179 | ↗203 |

## Образование и культура
После революции в деревне открылась школа, в которую ходили почти все без исключения (кроме маленьких детей): в дневную смену учились дети, а в ночную — взрослые.
Первые учителя:
- Зайсанов Файзрахман Бадриевич был учителем 1—3 классов с 1938 по 1941 годы. В 1941 году его призвали на фронт, откуда он не вернулся. Кроме Файзрахмана Бадриевича, в боях Второй мировой войны погибло ещё 28 жителей Карьяпово, которые занесены в «Красную Книгу Памяти».
- Агишев Тимерьяр Абдулович преподавал 2—4 классы. Он также был призван на фронт; вернулся, и стал председателем колхоза.
- Агишева Набира работала учительницей с 1939 года.
- Ишкулова Амина — учительница начальной школы, жившая в Староюлдашево.

В 1956 году в деревне Карьяпово построили начальную школу. В 1960 году был построен клуб.
6 июня 2014 года состоялся первый Карьяповский турнир по мини-футболу, который вскоре обрёл статус районного соревнования и стал проводиться ежегодно. С 2015 года в турнире принимает участие команда «Бузулучанка» (Бузулук). В 2018 году кубок турнира пересёк границу Красногвардейского района, благодаря победе команды «ЛТР» (Сорочинск).

## Экономика
В 1933 году был образован колхоз «Кызыл Каматау» (баш. Ҡыҙыл + Кәмә-тау — «Красная Гора-лодка»), куда вошли Карьяпово и село Верхнебахтиярово. Название колхоза связано с горой, находящейся севернее от деревни и напоминающей своими очертаниями перевёрнутую лодку. Первым председателем колхоза с 1933 года был Агишев Гизят. В 1937 году колхоз был переименован в колхоз «Красный Стахановец» по предложению Агишева Минияра, который в 1939 году стал новым председателем. В 1941 году его сменил Агишев Хайрулла. На тот момент в колхозе было около 80 коров, 70 лошадей, и 800 овец.
С 1950 года началось укрупнение колхозов, а 30 апреля 1959 года «Кызыл Каматау» вошёл в состав колхоза «Родина».

## Уличная сеть
В настоящее время в деревне 5 улиц: Центральная (20 домов), Набережная (15 домов), Речная (13 домов), Луговая (8 домов), Дружбы (5 домов).

## Религия
В начале XX века была построена небольшая мечеть, муллой в которой был человек по имени Кашаф. Во времена голода, её использовали, как склад и пункт раздачи муки. Голод вынудил многих жителей эмигрировать в «Ташкент — город хлебный». На тот момент в деревне оставалось около 30 жилых дворов.
Когда страшный голод закончился, на месте старой мечети, за счёт собственных средств, Агишев Мирхайзар построил новую. Но ни один человек не смог помолиться в новом здании, так как в 30-е годы началась коллективизация, а мечеть разобрана. Сейчас на её месте располагается медпункт.
В 2015 году, по инициативе жителей деревни, комната одного из пустующих домов была передана в бессрочное пользование для проведения пятничных молитв и мусульманских праздников.